# Dvoranci
Dvoranci – wieś w Chorwacji, w żupanii zagrzebskiej, w gminie Pisarovina. W 2011 roku liczyła 178 mieszkańców.